# Streets of SimCity
Streets of SimCity — компьютерная игра-автосимулятор, созданная студией Maxis и выпущенная в 1997 году для Windows 95, Windows 98, Mac OS. Хотя игра формально принадлежит линейке sim-игр, сама не является симулятором жизни, но прочно связана с игрой SimCity 2000, откуда можно конвертировать уже готовый город, который в игре Streets of SimCity будет отображаться в трёхмерной графике. Это одна из немногих игр студии Maxis, над разработкой которой не принимал участие Уилл Райт — создатель линейки Sim. Также в игре доступен сетевой режим, где можно совместно играть ещё с 7 игроками.

## Геймплей
Игрок должен управлять машиной и ездить по городу, есть также возможность конвертировать готовый город из SimCity 2000, который будет отображаться в 3D-графике. Игрок может принимать участие в съёмках четырёх телевизионных шоу, где надо разъезжать по улицам и выполнять разные сложные трюки. Можно также заниматься доставкой пиццы, преследовать преступные группировки и спасти город от вторжения инопланетян.

## Критика
| Иноязычные издания    | Иноязычные издания |
| Издание               | Оценка             |
| --------------------- | ------------------ |
| GameSpot              | 4,4/10             |
| Русскоязычные издания |                    |
| Издание               | Оценка             |
| «Игромания»           | [ 4 ]              |

Критик журнала gamespot дал среднюю оценку игре. С одной стороны, он назвал её интересной и похвалил её за широкий выбор сценариев, а также за дух 70-х годов, который передаётся через музыку и окружающую обстановку. С другой стороны, критик упрекнул игру за слабую графику и отметил, что она была скорее предназначена для фанатов SimCity 2000, которые с радостью посмотрели бы на собственный город с новой перспективы.